# Provincie Severní hranice
Severní hranice (arabsky منطقة الحدود الشمالية‎ / Al-Chudúd aš-šamalíja) je jedna z provincií Saúdské Arábie. Hlavním městem provincie je Arar. V roce 2022 v provincii žilo asi 374 tisíc obyvatel a provincie je tak jednou z nejmenších v zemi z hlediska počtu obyvatel. Oficiálně provincie vznikla v roce 1970.

## Poloha a klima
Provincie Severní hranice se rozkládá v Syrské poušti v severní části země na severu Arabského poloostrova. Na severu a severozápadě sousedí s Irákem a na západě s Jordánskem. Území, na kterém se provincie dnes nachází, leželo v minulosti na velmi důležité obchodní trase z Arábie do Levanty a Mezopotámie.
Provincie kromě Iráku a Jordánska také sousedí s provinciemi Al-Džauf, Háíl, al-Qassím a s Východní provincií. Provincie se rozkládá na přibližně 104 tisících kilometrech čtverečních a tvoří tak 5,3 % území země.
Panuje zde kontinentální pouštní podnebí a nachází se zde řada přírodních zdrojů, typicky fosfátů. V regionu se nicméně nachází také několik chráněných území a celkem tři letiště. Provincie se dělí na čtyři guvernoráty a 17 marákiz.